# Ilha Graham Bell
A ilha Graham Bell (em russo:  Остров Греэм-Белл, Ostrov Greem-Bell) é uma ilha desabitada (salvo a base militar) de grande dimensão (1557 km²) situada no arquipélago ártico da Terra de Francisco José, nas águas do mar de Kara, oceano Ártico. É a mais oriental do arquipélago e o seu ponto mais elevado atinge 557 m de altitude.
Administrativamente, pertence ao Óblast de Arkhangelsk, Rússia. O seu nome homenageia Alexander Graham Bell.